# جنون (فیلم ۱۳۹۶)
جنون فیلمی به کارگردانی کامران قدکچیان، نویسندگی پیمان عباسی و تهیه‌کنندگی مؤسسه رسانه‌های تصویری محصول سال ۱۳۹۶ است.

## بازیگران
- کامبیز دیرباز
- میترا حجار
- آشا محرابی